# 소마 사건
소마 사건(일본어: 相馬事件)은 일본 메이지 연간에 발생한 다이묘 가문의 내분인 오이에 소동(御家騒動)의 하나이다. 정신병 환자의 처우와 신흥 신문의 선정적 보도의 시비를 둘러싸고 세간에 큰 영향을 끼친 사건이다.

## 경위
옛 소마 나카무라 번의 번주 소마 도모타네(相馬誠胤)의 조현병 증상(추정)이 악화되자 1879년에 가족이 궁내성에 자택 감금을 청원하여 허가를 받았다. 이후 자택에 감금되었다가 오늘날 정신병원에 해당하는 전광원(癲狂院)에 입원하였다.
1883년에 옛 나카무라 번의 번사 니시고리 다케키요(錦織剛清)가 주군의 병증에 대하여 의심을 갖고 가족의 의한 부당 감금이라며 가령(家令) 시가 나오미치(志賀直道, 소설가 시가 나오야(志賀直哉)의 조부) 등 관계자를 고발하면서 사건이 표면화되었다. 고발을 한 니시고리에 대하여 세간에서는 충의자라는 동정이 모아졌다. 당시는 정신병에 대한 진단이 미숙하였고, 이름 있는 대학 교수 등의 정신병 진단도 다양하여 정상으로 판단 내리는 의사도 있어 혼란이 가중되었다.
1887년에 니시고리는 소마 도모타네가 입원하고 있던 도쿄 부 전광원에 침입하였다. 일단 소마 도모타네의 신병을 탈취하는데 성공하였지만 일주일만에 체포되었다. 니시고리는 가택침입죄로 금고 처분을 받는 것과 동시에 편집적인 행동으로 비판받았다. 1892년에 소마 도모타네가 병사하자 니시고리는 독살 당했다고 주장하며 1893년에 소마 가문의 관계자를 다시 고소하였다. 사체를 발굴하여 독살설을 증명하려고 하였지만 최종적으로 사인을 독살로 판정할 수 없었다.
1895년에 소마 가문은 니시고리를 무고죄로 고소하였고, 니시고리의 금고 4년형이 확정되면서 사건은 수습되었다.

## 영향
소마 사건이 계기가 되어 정신병자에 관한 감독과 보호의 수속에 대하여 문제 의식이 높아져 1900년에 정신병자감호법이 제정되었다. 이 법은 정신병자의 인권이나 치료를 목적으로 하는 것은 아니고 정신병원 및 사택에서의 감치를 법으로 규정하여 격리를 주목적으로 하는 것이다.

## 같이 보기
- 요로즈초호(萬朝報) - 소마 사건을 크게 보도한 신문
- 에르빈 발츠 - 소마 도모타네를 정신병 환자로 진찰한 의사 중의 한 명
- 고토 신페이 - 니시고리 다케키요의 지원자 중의 한 명, 이 사건과 관련되어 일시 체포됨

## 참고 문헌
- 《메이지·다이쇼·쇼와 화족 사건록》(明治·大正·昭和華族事件録), 센다 미노루(千田稔) 저, 신조문고(新潮文庫).